# Petrus Petri Loefgreen
Petrus Petri Loefgreen, född 8 oktober 1666 i Linköpings församling, Östergötlands län, död 24 maj 1726 i Torpa församling, Östergötlands län, var en svensk präst.

## Biografi
Petrus Loefgreen föddes 1666 i Linköpings församling. Han var son till domprosten Petrus Simonius Löfgren och Apollonia Danckward. Loefgreen blev 1684 student vid Uppsala universitet och prästvigdes 1694. Han blev 1694 skvadronspredikant vid östgöta kavalleriregemente och 1700 regementspastor vid regementet. År 1702 blev han kyrkoherde i Torpa församling. Loefgreen avled 1726 i Torpa församling.

## Familj
Loefgreen gifte sig 18 februari 1703 med Maria Lithmang (1684–1728). De fick tillsammans barnen Apollonia Loefgreen (1704–1737) som var gift med kyrkoherden David Wettrenius i Torpa församling, Elisabet Loefgreen (1706–1730) och studenten Petrus Loefgreen (1711–1740).